# Хмыров, Александр Алексеевич
Хмыров, Александр Алексеевич (11 декабря 1925 — 12 января 2017) — советский и российский учёный-правовед, уголовный криминалист, доктор юридических наук, профессор, заслуженный юрист РФ.

## Биография
Родился в селе Донская Балка Ставропольского края 11 декабря 1925 года. С 1927 года семья Хмыровых постоянно жила в г. Ессентуки, где Александр Алексеевич в 1933 году пошёл в среднюю школу. После окончания с отличием школы 8 июля 1943 года был призван в ряды РККА. Во время участия в боях на территории Польши неподалёку от г. Ланьцут был контужен, последствиями контузии стало, в том числе, заикание. Систематическими упражнениями в произношении со временем поборол этот недостаток, однако некоторые слова так и не смог произносить без заикания. При форсировании реки Одер заболел воспалением лёгких. Победу встретил в г. Кошице в Чехословакии.
С 1 сентября 1946 г. по 1 июля 1951 г. обучался на юридическом факультете Ленинградского государственного университета. Работал в прокуратуре Краснодарского края старшим следователем и прокурором-криминалистом. С апреля 1958 года, с момента появления в Краснодарском крае подразделения Всесоюзного Юридического Заочного Института (ВЮЗИ), Александр Алексеевич работал в нём по совместительству, с основным местом работы в краевой прокуратуре в должности прокурора-криминалиста. В 1959 году он перешел в штат Краснодарского филиала ВЮЗИ на должность завуча, а с 1963 по 1972 год был руководителем этого филиала. В 1972 году при воссоздании КубГУ Александр Алексеевич был избран деканом и исполнял обязанности декана вплоть до 1979 года.
В 1983—1996 гг.и в 1998—2000 гг. занимал должность заведующего кафедрой криминалистики Кубанского государственного университета. В 1983году ему присвоено ученое звание профессора по кафедре криминалистики. С 2001 года по 2017 Хмыров А. А. являлся ведущим профессором кафедры криминалистики и правовой информатики.
Автор более 100 научных работ, в том числе 7 учебников, 2 монографии, учебных пособий и научных статей, последняя из которых датирована 2017 годом. Профессор А. А. Хмыров работал председателем диссертационного совета Д 12.102.02 при КубГУ (2001—2007), членом диссертационного совета (2007—2012). 12 июня 1996 года присвоено почетное звание «Заслуженный юрист Российской Федерации». За научные заслуги в криминалистике награждён почетной медалью имени Р. С. Белкина. Член-корреспондент Международной академии наук высшей школы. Как участник Великой Отечественной войны награждён орденом Отечественной войны 2 степени и 17 медалями. В 1986 году награждён орденом «Знак Почета» медалью «За выдающийся вклад в развитие Кубани» (2000), а также признавался лауреатом премии «Фемида», учрежденной юридической общественностью Краснодарского края, в номинации «За подготовку юридических кадров» (1999). В 2002 году избран в квалификационную коллегию судей Краснодарского края. В 2015 году представлен к награждению медалью ордена «За заслуги перед Отечеством» II степени.